# Анкер, Тобиас
Тобиас Пайбьерг Анкер (дат. Tobias Pajbjerg Anker; род. 6 марта 2001, Хернинг, Рингкёбинг) — датский футболист, защитник шведского «Сириуса».

## Клубная карьера
Футболом начал заниматься в «Хаммерум» и «Хернинг Фремад». С 15 лет начал заниматься в академии «Мидтьюлланна». Выступал за юношеские команды клуба в различных соревнованиях, в том числе провёл несколько матчей в Юношеской лиге УЕФА. Летом 2020 года на правах аренды перешёл во «Фредерисию», выступавшую в первом датском дивизионе. Первую игру за новый клуб провёл 13 сентября 2020 года против «Коллинга», появившись на поле в стартовом составе. В июне 2021 года арендное соглашение было продлено ещё на один сезон. Летом 2022 года перешёл в «Веннсюссель», также выступавший в первом дивизионе. В первом сезоне Анкер принял участие во всех 30 матчах в чемпионате, в которых забил шесть мячей. 
29 июля 2023 года присоединился к «Орхусу», с которым подписал контракт, рассчитанный на пять лет. В его составе 27 августа в матче с «Люнгбю» дебютировал в чемпионате Дании, заменив на 75-й минуте Эрика Каля.
В декабре 2024 года перешёл в шведский «Сириус», с которым заключил соглашение на четыре с половиной года.

## Карьера в сборной
Выступал за юношескую сборную Дании до 17 лет. В её составе в мае 2018 года принимал участие в чемпионате Европы, проходившем в Англии. В групповом этапе турнира принял участие в двух встречах: с Боснией (2:3) и Ирландией (0:1).
С 2019 года выступал за сборную Дании до 19 лет, за которую провёл 7 матчей.

## Клубная статистика
| Выступление      | Выступление      | Выступление      | Лига | Лига | Кубки | Кубки | Конт. кубки | Конт. кубки | Итого | Итого |
| Клуб             | Лига             | Сезон            | Игры | Голы | Игры  | Голы  | Игры        | Голы        | Игры  | Голы  |
| ---------------- | ---------------- | ---------------- | ---- | ---- | ----- | ----- | ----------- | ----------- | ----- | ----- |
| Фредерисия       | 1-й дивизион     | 2020/21          | 21   | 0    | 0     | 0     | 0           | 0           | 21    | 0     |
| Фредерисия       | 1-й дивизион     | 2021/22          | 10   | 1    | 3     | 0     | 0           | 0           | 13    | 1     |
| Фредерисия       | Итого            | Итого            | 31   | 1    | 3     | 0     | 0           | 0           | 34    | 1     |
| Веннсюссель      | 1-й дивизион     | 2022/23          | 30   | 6    | 1     | 0     | 0           | 0           | 31    | 6     |
| Веннсюссель      | 1-й дивизион     | 2023/24          | 1    | 0    | 0     | 0     | 0           | 0           | 1     | 0     |
| Веннсюссель      | Итого            | Итого            | 31   | 6    | 1     | 0     | 0           | 0           | 32    | 6     |
| Орхус            | Суперлига        | 2023/24          | 13   | 2    | 2     | 0     | 0           | 0           | 15    | 2     |
| Орхус            | Суперлига        | 2024/25          | 1    | 0    | 1     | 0     | 0           | 0           | 2     | 0     |
| Орхус            | Итого            | Итого            | 14   | 2    | 3     | 0     | 0           | 0           | 17    | 2     |
| Сириус           | Алльсвенскан     | 2025             | 0    | 0    | 0     | 0     | 0           | 0           | 0     | 0     |
| Сириус           | Итого            | Итого            | 0    | 0    | 0     | 0     | 0           | 0           | 0     | 0     |
| Всего за карьеру | Всего за карьеру | Всего за карьеру | 76   | 9    | 7     | 0     | 0           | 0           | 83    | 9     |